# Hutir-Mokleakî, Iemilciîne
Hutir-Mokleakî (în ucraineană Хутір-Мокляки) este un sat în comuna Kuliși din raionul Iemilciîne, regiunea Jîtomîr, Ucraina.

## Demografie
Componența lingvistică a localității Hutir-Mokleakî
     Ucraineană (99,19%)
     Alte limbi (0,8%)
Conform recensământului din 2001, majoritatea populației localității Hutir-Mokleakî era vorbitoare de ucraineană (99,19%), existând în minoritate și vorbitori de alte limbi.